# Ext3cow
ext3cow, или third extended filesystem with copy-on-write, — открытое программное обеспечение, файловая система с поддержкой версионности, построенная на основе файловой системы ext3. Позволяет просмотреть состояние файловой системы в любой момент времени в прошлом.
Некоторые преимущества ext3cow:
- пространство имён не засоряется именами версий;
- минимальная дополнительная нагрузка для создания версий;
- представляет собой отдельный модуль, не требует изменений ядра и VFS-интерфейса.